# Песня о любви (фильм, 1936)
«Подари мне эту ночь», в советском прокате: «Песня о любви» (по другим данным — «Песнь о любви»; англ. Give Us This Night) — американский фильм в жанре музыкальной мелодрамы. Кинолента поставлена в 1936 году режиссёром Александром Холлом с участием польского тенора Яна Кепуры и певицы из Метрополитен-опера Глэдис Свортаут. По сообщению в Hollywood Reporter от 17 июля 1936 года, песни из этого фильма были записаны на пяти языках для международных показов. Это был первый и последний фильм с участием Кепуры в Голливуде. Пользовавшийся большой популярностью в Европе польский тенор с успехом снимался в английских, немецких и итальянских фильмах, однако в США его не приняли ни публика, ни критика. Критик Фрэнк С. Ньюджент в The New York Times от 6 апреля 1936 г. хотя и отмечает великолепный голос певца, но сам фильм его не впечатлил. Цитата: «Однако в целом фильм не решает проблему оперы на экране; и при этом это не особенно примечательный вклад в оперный цикл». И ещё цитата с сайта американского еженедельника TV Guide: «После того как Кепура в одиночку потопил шоу, он никогда больше не снимался ни в одном фильме в США».

## Сюжет
В то время как итальянского тенора Форчеллини забрасывают яйцами во время его исполнения Il Trovatore Верди, рыбак Антонио Белицца радует горожан своим красивым тенорским голосом. Позже маэстро Марчелло Бонетти репетирует свою новую оперу со своей подопечной, певицей Марией Северелли и с Форчеллини, но певица отказывается выступать с этим тенором, так как считает, что он только губит музыку Марчелло.
Тем временем Антонио укрывается в церкви, сбежав от полиции после начала бунта в опере. Полицейские всё же находят его, но, когда толпа просит Антонио спеть для них Верди, он исполняет арию, затем смешивается с толпой и вновь ускользает от полиции. Певица Мария влюбляется в голос Антонио. Они встретились, когда рыбак уклонился от полиции, ища убежища в деревенской церкви. Поскольку женщине запрещено разговаривать с мужчиной в церкви, Антонио должен покинуть церковь, чтобы встретиться с Марией, и его арестовывают.
В тюрьме Антонио проходит прослушивание для Марчелло, который предлагает ему 2000 лир в неделю, чтобы исполнить главную роль в его опере «Ромео и Джульетта» в Неаполе. Однако после того, как мать Антонио запрещает своему сыну уезжать, он узнаёт, что его отец, став известным тенором бросил свою семью. Антонио всё же уезжает в Неаполь, а мать отрекается от него.
В Неаполе Марчелло помогает Антонио улучшить свой голос и учит его игре на сцене. Когда Мария и Антонио репетируют любовную сцену на балконе, Антонио дарит ей незабываемый поцелуй и, стыдясь своей плохой игры, угрожает выйти из шоу. Мария убеждает его остаться, и позже он спрашивает её: как часто она запутывается на сцене из-за того, кто она — Мария или Джульетта? Она говорит ему, что, когда он поёт, он Ромео, и они целуются. Затем Марчелло просит Антонио спеть свою новую песню о любви, которую он написал для своей свадьбы с Марией. Мария входит, когда Антонио поёт. Она в восторге, но Антонио говорит ей, что Марчелло написал эту песню для неё. Затем она присоединяется к Марчелло в пении песни, и Антонио, удручённый, уходит. После исполнения песни Мария признается Марчелло, что они с Антонио влюблены, затем побежит его искать.
Поскольку опера должна состояться тем же вечером, Марчелло и Мария должны найти Антонио, и они ищут его в доме его матери. Поначалу мать упрямится, но, когда Мария говорит ей, что любит Антонио, она соглашается помочь. Тем временем Марчелло вынужден предложить Форчеллини 5000 лир, чтобы тот исполнил роль Ромео. Затем мать обращается к эго Антонио, говоря ему, что Форчеллини сыграет Ромео. Антонио соглашается вернуться в Неаполь, и мать последует за ним. Опера начинается без него, но в середине сцены на балконе, когда пьяный Форчеллини поёт за занавесом, Антонио направляет на него пистолет, заставляя его отдать ему костюм. Антонио затем появляется на сцене в образе Ромео и вместе с Марией исполняет арию на балконе, а Форчеллини арестован за непристойное поведение. Гордая мать наблюдает за тем, как Мария и Антонио целуются и получают овации.

## В ролях
- Ян Кепура — Антонио Белицца
- Глэдис Свортаут — Мария Северелли
- Филип Меривейл — Марчелло Бонелли
- Бенни Бейкер — Томаззо
- Алан Моубрей — Форчеллини
- Джон Милтерн — Винченти
- Мичелатте Бурани — Франческа
- Сидни Толер — первый карабинер
- Чарльз Джуделс — второй карабинер
- Уильям Колье ст. — священник
- Хэнк Манн — рыбак

## Премьеры
- США — мировая премьера фильма состоялась 6 марта 1936 года в Лос-Анджелесе[4].
- Венгрия — 9 апреля 1936 года прошла европейская премьера фильма в Будапеште (Венгрия)[4].
- Франция — 11 июня 1936 года фильм вышел в Париже (Франция)[4].
- Австралия — 26 июня 1936 года прошла премьера фильма в Сиднее (Австралия)[4].
- Финляндия — 30 августа 1936 года фильм вышел в Финляндии[4].
- СССР — в советском прокате с 29 мая 1941 года[4].
- СССР — на экранах СССР повторно демонстрировался с 6 декабря 1951 года[4].

## О съёмках

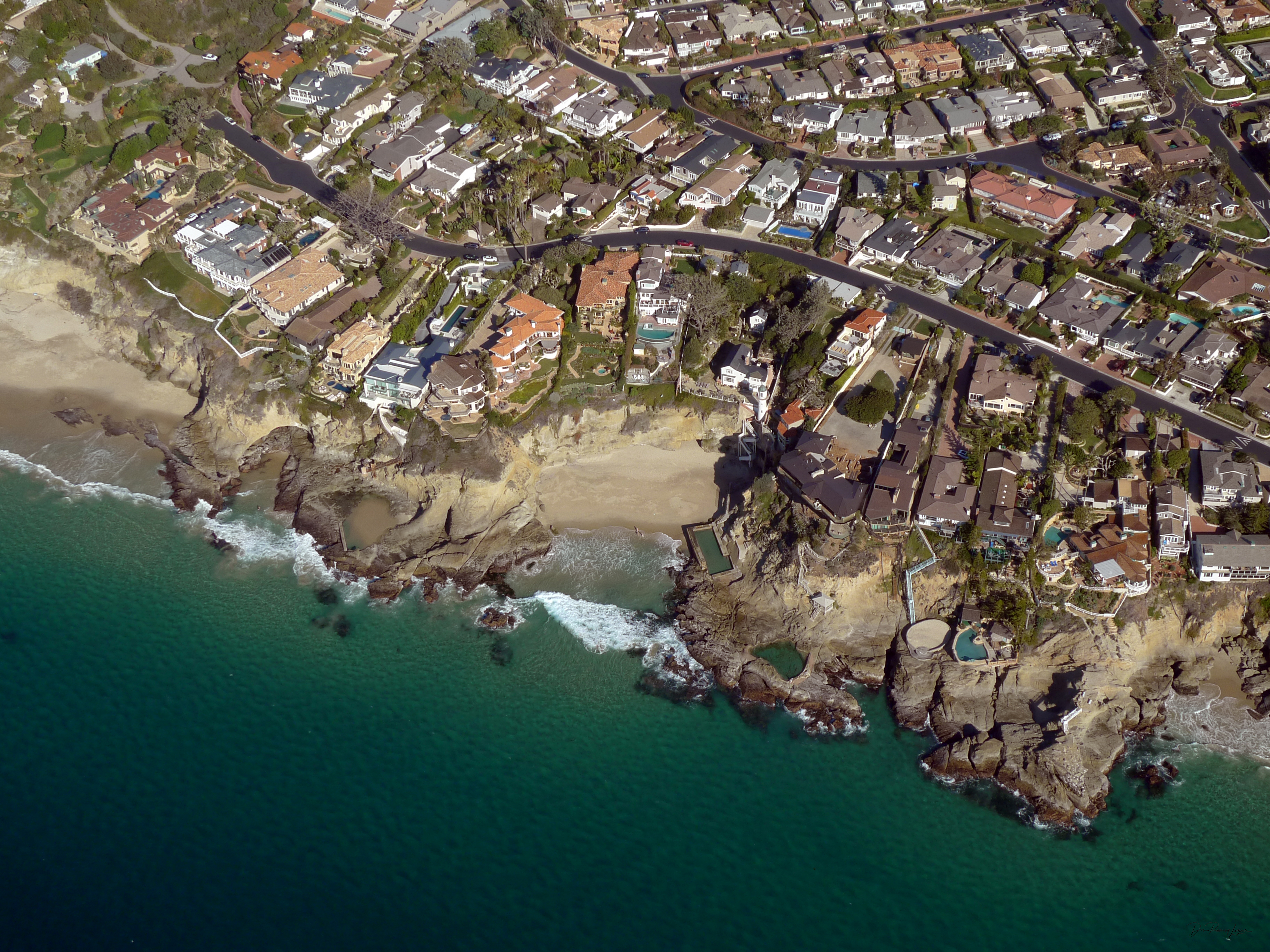
Three Arch Bay in January 2015

Съёмки некоторых сцен этого фильма были сделаны в местечке Three Arch Bay, недалеко от Лагуна-Бич, Калифорния. В этой бухте была построена целая рыбацкая деревня, должная изображать Сорренто. Это большая бухта, окруженная скалами, которые поднимаются на высоту триста футов. Для перевозки строительных материалов вверх и вниз по скалам необходимо было построить наклонную железную дорогу.